# Ryan Millar
Ryan Madsen Millar (San Dimas, 22 de janeiro de 1978) é um jogador de voleibol dos Estados Unidos da América. Participou de três edições de Jogos Olímpicos e na última delas conquistou a medalha de ouro com a seleção estadunidense nos Jogos Olímpicos de 2008, em Pequim.

## Carreira
Millar formou-se em sociologia pela Universidade Brigham Young (BYU) e fez parte da equipe de voleibol da universidade entre 1996 e 1999. Em seu último ano liderou a equipe no primeiro título do campeonato de voleibol da NCAA. Ainda em 1999 foi convocado pela primeira vez para a equipe profissional que conquistou o vice-campeonato da Copa América.
Em 2000 participou dos Jogos Olímpicos de Sydney, na Austrália, e assinou contrato com o Volley Forlì para a disputa do Campeonato Italiano. Após um ano ausente da seleção, retornou para o Campeonato Mundial de 2002, na Argentina, onde os Estados Unidos ficaram na nona colocação.
Participou de sua segunda Olimpíada em Atenas 2004 onde obteve a quarta colocação. Em 2008 conquistou os títulos da Liga Mundial (inédito para os EUA) e dos Jogos Olímpicos de Pequim.